# Bigotianella
Bigotianella är ett släkte av fjärilar. Bigotianella ingår i familjen praktmalar, Oecophoridae.
Kladogram enligt Catalogue of Life:
| Bigotianella | \| \| Bigotianella menaiella \| \| \| \| \| \| Bigotianella simpsonella \| \| \| \| \| \| Bigotianella tournefortiaecolella \| \| \| \| |
|              | \| \| Bigotianella menaiella \| \| \| \| \| \| Bigotianella simpsonella \| \| \| \| \| \| Bigotianella tournefortiaecolella \| \| \| \| |
|              | Bigotianella menaiella |
|              | |
|              | Bigotianella simpsonella |
|              | |
|              | Bigotianella tournefortiaecolella |
|              | |